# Andriivka, Mala Vîska
Andriivka (în ucraineană Андріївка) este un sat în comuna Iakîmivka din raionul Mala Vîska, regiunea Kirovohrad, Ucraina.

## Demografie
Componența lingvistică a localității Andriivka
     Ucraineană (98,15%)
     Română (1,85%)
Conform recensământului din 2001, majoritatea populației localității Andriivka era vorbitoare de ucraineană (98,15%), existând în minoritate și vorbitori de română (1,85%).